# Wiesław Garstka
Wiesław Garstka (ur. 1 lutego 1946 w Koszelewie) – polski samorządowiec i inżynier mechanik, w latach 1999–2002 starosta kutnowski, w latach 2003–2004 wicemarszałek województwa łódzkiego.

## Życiorys
Absolwent II Liceum Ogólnokształcącego im. Jana Kasprowicza w Kutnie (1964). Z zawodu jest inżynierem mechanikiem. Po zakończeniu pracy zawodowej przeszedł na emeryturę.
Zaangażował się w działalność polityczną w ramach Sojuszu Lewicy Demokratycznej. W kadencji 1999–2002 był starostą powiatu kutnowskiego. W 2002 został wybrany do sejmiku łódzkiego. 29 kwietnia 2003 został wybrany wicemarszałkiem województwa łódzkiego, odpowiedzialnym m.in. za nadzór nad WORD. 29 kwietnia 2004 został odwołany razem z całym zarządem. Bezskutecznie kandydował wyborach do Parlamentu Europejskiego w 2004 w okręgu nr 6. W 2006 bez powodzenia kandydował do rady powiatu kutnowskiego, a w 2010 – ponownie do sejmiku województwa. Mandat w ostatnim gremium uzyskał w 2011 po wybraniu do Sejmu Cezarego Olejniczaka. W kwietniu 2014 przeszedł z SLD do nowo utworzonego klubu radnych Lewica Samorządowa, obejmując w nim funkcję przewodniczącego. W 2014 bezskutecznie startował do rady powiatu kutnowskiego z ramienia lokalnego komitetu. W 2018 nie kandydował ponownie.
Zamieszkał w Kutnie.